# Nordik Express
Die Nordik Express ist eine ehemalige Fracht- und Passagierfähre der kanadischen Reederei Relais Nordik. Das Schiff wurde 1974 als Ankerziehschlepper gebaut und wurde nach seinem Umbau zur Fähre rund zweieinhalb Jahrzehnte unter dem Namen Nordik Express für die Versorgung kleinerer Häfen in der kanadischen Provinz Québec genutzt.

## Geschichte
Das Schiff wurde 1974 auf der Werft Todd Pacific Shipyard in Seattle im US-Bundesstaat Washington als Ankerziehschlepper Theriot Offshore IV für die Reederei Theriot Offshore gebaut. Das am 18. November 1974 abgelieferte Schiff war eins von sechs baugleichen Schiffen. Alle sechs Schiffe kamen in der Nordsee zum Einsatz und wurden 1977 en bloc an das schottische Unternehmen Scotoil Services in Aberdeen verkauft. Die Theriot Offshore IV wurde in Scotoil 4 umbenannt. 1979 wurden die Schiffe an das US-amerikanische Offshore-Dienstleistungsunternehmen J. Ray McDermott verkauft, um im Rahmen der Exploration von Ölfeldern und der Versorgung von Ölbohrplattformen vor Neufundland und Nova Scotia eingesetzt zu werden. Neuer Name der Scotoil 4 wurde Tartan Sea.
1984 wurde das Schiff an das in Dartmouth, Nova Scotia, ansässige Unternehmen Secunda Marine Services verkauft. Nachdem das Unternehmen 1987 vom Ministère des Transports du Québec den Auftrag bekommen hatte, eine wöchentliche Fährverbindung im Sankt-Lorenz-Strom und Sankt-Lorenz-Golf zwischen Rimouski und Blanc-Sablon in der kanadischen Provinz Québec einzurichten, wurde das Schiff zu einem Fracht- und Passagierschiff umgebaut. Secunda Marine Services verkaufte das Schiff bereits nach einer Saison an die in Québec ansässige Reederei Transport Desgagnés. Das in Nordik Express umbenannte Schiff wurde in der Folge von dem wie Transport Desgagnés zur Groupe Desgagnés gehörenden Unternehmen Relais Nordik betrieben. Neben der Versorgung mit Gütern wurde das Schiff auch als Fähre und für touristische Zwecke im Liniendienst entlang der Küste des Sankt-Lorenz-Stroms und Sankt-Lorenz-Golfs genutzt. Im Jahr 2001 wurde es modernisiert und dabei die Passagierkapazität auf 268 Personen erhöht. 2013 wurde die Nordik Express durch die Bella Desgagnés ersetzt. Sie wurde zunächst als Ersatzschiff vorgehalten und dafür in Québec aufgelegt.
Im Sommer 2021 wurde das Schiff an das auf den Britischen Jungferninseln ansässige Unternehmen Grimston World verkauft. Das über Jahre aufgelegte Schiff wurde wieder seetüchtig gemacht und im März 2022 als RD Express nach Santo Domingo überführt. Der weitere Verbleib des Schiffes ist widersprüchlich. Zum einen heißt es, das Schiff würde weiter im Fährverkehr zwischen der Dominikanischen Republik und Puerto Rico eingesetzt, zum anderen aber, dass das Schiff zum Abbruch verkauft worden sei.

## Technische Daten und Ausstattung
Das Schiff wird von zwei General-Motors-Dieselmotoren des Typs EMD 645E7 mit 5.370 kW Leistung angetrieben. Die Motoren wirken auf zwei Propeller. Für die Stromerzeugung stehen zwei von Dieselmotoren mit jeweils 250 kW Leistung angetriebene Generatoren zur Verfügung. Das Schiff ist mit einem Bugstrahlruder ausgestattet.
Die Decksaufbauten befinden sich in der vorderen Hälfte des Schiffes. Die Einrichtungen für die Passagiere verteilen sich auf fünf Decks, Deck A bis E. An Bord stehen zwei Restaurants zur Verfügung, von denen eins ein Selbstbedienungsrestaurant ist, sowie zwei Aufenthaltsbereiche mit Sitzgelegenheiten. Auf dem oberen Deck E befindet sich ein offener Decksbereich, ebenfalls mit Sitzgelegenheiten. Auf den Decks A, B und D stehen insgesamt 25 Kabinen mit zusammen 72 Betten für die Passagiere zur Verfügung. Die Passagierkapazität des Schiffes beträgt 268 Personen. Die Brücke des Schiffs befindet sich auf Deck D.
Hinter den Decksaufbauten befindet sich auf dem Hauptdeck (Deck B) ein rund 31 × 10 m großes, offenes Ladungsdeck, auf dem 282 m² zur Verfügung stehen. Hier können Container und andere Ladungsgüter gestaut werden. Die Containerkapazität des Schiffes ist mit 60 TEU angegeben. Auf dem Ladungsdeck steht ein Kran für den Ladungsumschlag zur Verfügung, der beim Umbau des Schiffes zur Fracht- und Passagierfähre nachgerüstet wurde. Der Rumpf des Schiffes ist eisverstärkt.